# Lämmermühle (Coburg)
Lämmermühle ist ein Gemeindeteil der oberfränkischen Stadt Coburg, der 1868 mit dem Stadtteil Scheuerfeld vereinigt wurde.

## Geografie
Der Ort liegt etwa 3,5 Kilometer westlich von Coburg bei Scheuerfeld am südlichen Ende des Rohrbachs.

## Geschichte
Nachdem der Eichhofer Schlossherr Friedrich Christian von Merklin im Jahr 1733 die Lämmereller, Grundstücke mit schlechtem Graswuchs, von der fürstlichen Kammer erworben hatte, ließ er dort durch den Müllermeister Johann Luther eine Mühle errichten. In der Nachbarschaft der Mühle entstand außerdem ein Tropfhaus. Die Mühle wurde auch Obere Mühle genannt. Für 1751 ist erstmals die Bezeichnung Lämmermühle belegt. Zusätzlich zum Wohlbbach wurde mit Hilfe eines Mühlengrabens Wasser des Tiefen Grabens für den Mühlenbetrieb genutzt.
Lämmermühle lag auf Scheuerfelder Flur, gehörte aber zur Gemeinde Eichhof. 1868 wurde Eichhof mit seinen Ortsteilen Lämmermühle und Knochenmühle im Zuge der ersten Gebietsreform im Coburger Land mit der Gemeinde Scheuerfeld vereinigt. Zu dieser Zeit bestand die Lämmermühle aus einem 10,481 Hektar großen Grundstück, bebaut unter anderem mit einem einstöckigen und zwei zweistöckigen Wohnhäusern sowie mit einer Mahlmühle und Stallungen. Die Mühle stand ab Ende des 19. Jahrhunderts still und im Jahr 1903 war das Mühlrad entfernt worden. Das Anwesen blieb bis 1919 Eigentum der Familie Luther. Um Wasserrechte zu erhalten, ließ der Eigentümer 1925 wieder ein Mühlrad für den Antrieb einer Futterschneidemaschine einbauen. Nach dem Anschluss an das Stromnetz 1934/1935 folgte das Ende des Mühlbetriebs.
Im Jahr 1925 zählte Lämmermühle 16 Personen und zwei Wohngebäude. Die zuständige evangelische Kirche und Schule befanden sich im 1,2 Kilometer entfernten Scheuerfeld. 1950 hatte die Einöde acht Einwohner sowie ein Wohngebäude, 1961 sechs und 1970 fünf Einwohner. Das Mühlengebäude wurde Anfang der 2000er Jahre abgebrochen und später durch ein Einfamilienhaus ersetzt.
Im Zuge der Gebietsreform wurden Scheuerfeld und sein Gemeindeteil Lämmermühle am 1. Juli 1972 in die Stadt Coburg eingegliedert.